# Artézi gőz- és kádfürdő (Kunszentmárton)
A kunszentmártoni Artézi gőz- és kádfürdő eklektikus épületét 1909-ben építették fel a Kerületiház utcában, a Hármas-Körös szomszédságában. Az intézmény korábban közfürdőként funkcionált, majd a rendszerváltást követően az épület magántulajdonba került. Állapota jelenleg leromlott, azonban készült terv az épületnek egy modern igényeket kielégítő szállodává történő alakítására.